# Финансовый кризис

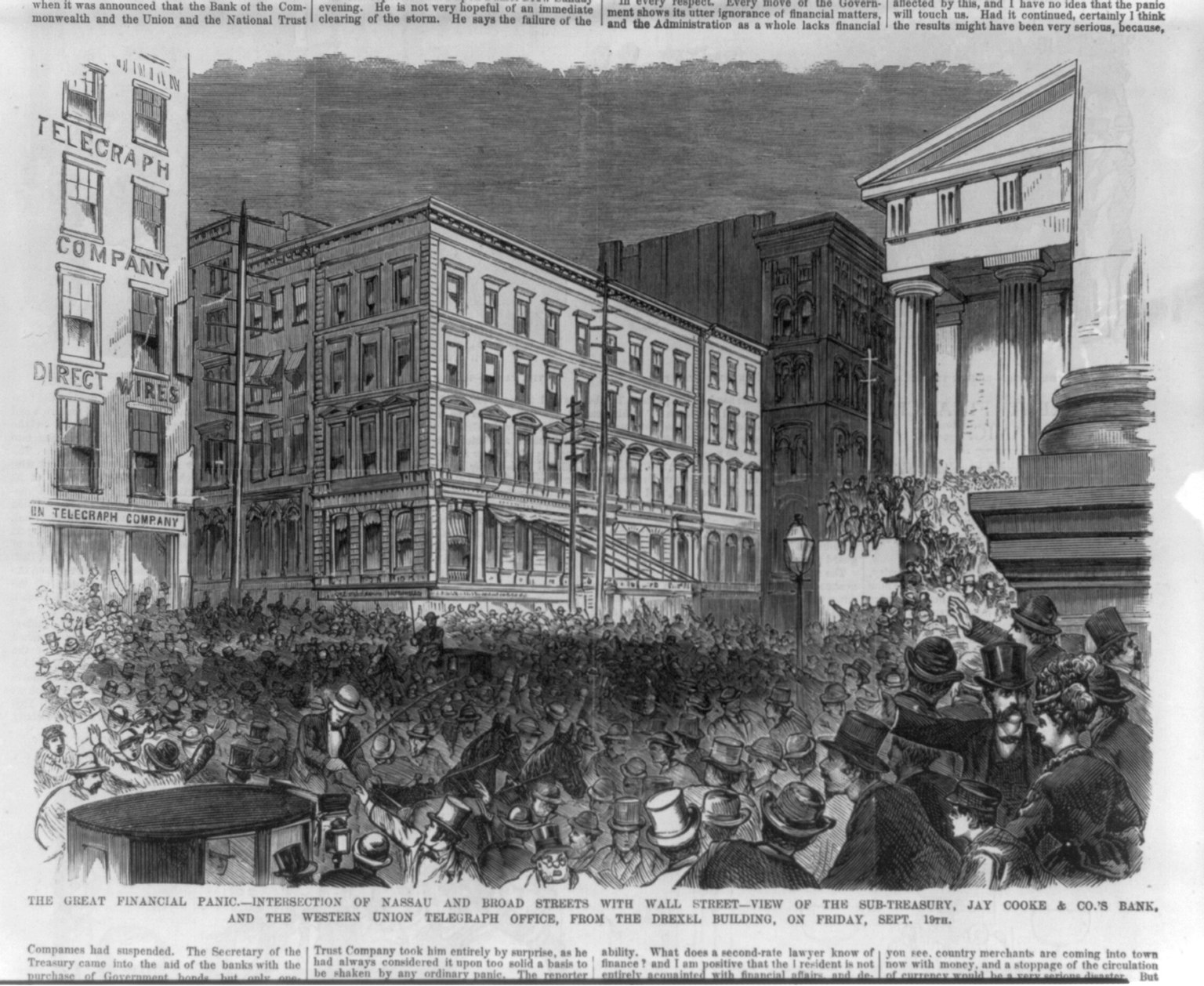
Финансовый кризис 1873 года

Фина́нсовый кри́зис — резкое изменение стоимости каких-либо финансовых инструментов. В течение XIX и XX веков большинство финансовых кризисов ассоциировалось с банковскими кризисами и возникающей при этом паникой. Наиболее известным кризисом этого рода было начало Великой депрессии (см. также мировой Финансовый кризис 2007—2008). Термин также часто применяется в отношении ситуации на фондовых рынках, когда лопаются так называемые «экономические пузыри».
«Финансовый кризис» в бытовой речи — отсутствие денег, затруднения с наличными (ср. Кризис ликвидности).

## Определение
Согласно распространённой классификации, предложенной американским экономистом Майклом Бордо, финансовые кризисы могут быть сгруппированы в три большие категории, часто переплетающиеся между собой: банковский, долговой и валютный кризис. Один тип кризиса может инициировать другой тип кризиса: банковский кризис нередко предшествует валютному кризису, особенно в развивающихся странах; проблемы банковского сектора могут запустить долговой кризис; кризис внешней задолженности способен подорвать устойчивость банков.

## История
Оксфордский историк Филип Кей англ. Philip Kay считает, что первый в мировой истории финансовый кризис разразился в Римской республике в 88 году до нашей эры.
В 1857 году в США случился финансовый кризис. США снизило экспорт продукции сельского хозяйства в Европу. Кризис продлился не больше 2 лет и из-за него обанкротилось около 1400 американских банков.
Одной из предпосылок к появлению финансового кризиса в Российской империи в 1873 году стало быстрое расширение рынка бумаг, связанное с массовым строительством железных дорог в конце 1860-х годов, а затем с сжатием рынка, когда темпы строительства стали значительно уменьшаться в начале 1870-х годов. Товарные рынки были перенасыщены.
В 1872 году в Москве начался банковский кризис, который распространился на другие города.
В мае 1873 года начался финансовый кризис в Вене, который охватил США и другие европейские страны. Крах на Венской бирже произошел 9 мая 1873 года, этот день впоследствии назвали «Черной пятницей»; за сутки произошло обесценивание акций на сотни миллионов. 8 мая приостановили платежи 150 компаний, а 9 мая — ещё 120 компаний. 

Последствия происходящего стали ощущать на российских биржах — люди пытались продать ценные бумаги, но покупателей было не много; проведение сделок на Петербургской и Московской биржах было сведено к минимуму. Вкладчики забирали свои деньги из банков, в Москве, Одессе, Петербурге и других городах начались банкротства.
На российских биржах упали курсы банковских и железнодорожных ценных бумаг. К концу 1874 года на бирже начались спекуляции.
В 1890 году в европейских странах начался новый кризис, который в 1893 году достиг Соединенных Штатов Америки. В преддверии кризиса было все сложнее получить кредит на нормальных условиях. В США и Великобритании начался рост учетных ставок, курсы акций стали снижаться. В Германии в 1890 году ситуация стала достаточно тяжелой; инвесторы в Германии стали избавляться от аргентинских ценных бумаг и это обесценило их в Париже и Лондоне. В марте 1890 в Аргентине начались банкротства, которые привели к беспорядкам. Кризис в странах Южной Америки серьёзно повлиял на Англию, так как многие британцы делали инвестиции в Южную Америку.
Банк Baring Brothers приостановил платежи в конце осени 1890 года, курсы американских бумаг в Лондоне упали и на Нью-Йоркской фондовой бирже началась паника. Банк Англии был владельцем крупного пакета бумаг Банка Baring Brothers. В апреле золотые запасы Банка Англии составляли 22,5 миллиона фунтов, а в ноябре 1890 года они снизились до 18,6 миллионов фунтов. Крах удалось предотвратить при помощи 1,5 миллионов фунтов, полученных от правительства России и 3 миллионов фунтов, от Банка Франции. В 1890—1893 гг. обанкротилось около 30 тысяч британских компаний.
В это время в Австро-Венгрии также были банкротства, падали курсы акций. В странах Европы уменьшилось количество операций на внутреннем рынке, сократились объёмы экспорта и импорта, проводилось меньше операций по внешней торговле. Кризис коснулся Бразилии, Уругвая, Аргентины.
Роберт Шиллер в интервью, датированном августом 2005 года, заявлял, что следующий пузырь возникнет на рынке недвижимости и цены на недвижимость в США упадут на 40 %. Впоследствии этот кризис действительно произошел и получил название субстандартных ипотечных облигаций. Компания «Lehman Brothers» объявила себя банкротом. Финансовый кризис 2008 года начался из-за целого ряда причин, можно выделить несколько из них. Люди, у которых не было достаточно финансов или стабильной работы, брали ипотечный кредит на выгодных для себя условиях, что предполагало низкие фиксированные ставки по кредиту первые годы. У кредитов были низкие процентные ставки. Активно работали инвестиционные компании, за деятельностью которых не осуществлялся особый контроль, что влекло за собой последствия. Убытки от деятельности компании Бернарда Мэдоффа были оценены в 65 миллиардов долларов.
Банковский кризис в США 2023 года — «лопнули» банки Silicon Valley Bank и Signature Bank, также First Republic Bank; крах сервиса обмена криптовалют FTX.

## Причины финансовых кризисов
Как отмечает проф. Нуриэль Рубини, кризисы «не возникают ниоткуда, это не какая-то аномалия». (См. также Экономический цикл.)
Он считал, что сдувание финансового пузыря может стать причиной финансового кризиса. Это было высказано им в 2006 году, и успешно предсказан в 2007 году мировой финансовый кризис. Он считал, что вначале надувается большой финансовый пузырь из-за каких-то причин, а когда пузырь сдувается, наступает финансовый кризис. Кризис можно предугадать, если зафиксировать сдувание большого финансового пузыря. Рубини считал, что проблема финансового кризиса кроется не в ипотечных кредитах. Финансовый пузырь возникает на какой-то конкретной части финансового рынка, поэтому для того, чтобы наступил кризис, нужен механизм распространения последствий сдувания пузыря на весь финансовый рынок. Финансовый кризис возникает из-за распространения его на реальный сектор экономики. При возникновении финансовых трудностей, банки сокращают объемы кредитования. Это становится причиной сокращения расходов, которое вызывает уменьшение доходов.
Авторы получившего известность масштабного исследования истории мировых финансовых кризисов «На этот раз всё будет иначе» (2009) Кеннет Рогофф и Кармен Рейнхарт отмечают, что «серьезные финансовые кризисы редко случаются изолированно от других событий. Они являются скорее „не спусковыми крючками спада“, а чаще механизмами его усиления», большинству важнейших кризисов предшествовала финансовая либерализация.

### Финансовый рычаг
Финансовый рычаг позволяет вести бизнес, который в случае недостатка заёмных средств схлопывается автоматически. Это даёт эффект костяшек домино, так как даже при небольшом недостатке средств приводит к несостоятельности большого количества участников бизнеса.

### Эффект толпы
Эффект толпы связан с операциями спекулянтов, массово продающих или покупающих активы и, тем самым, превращающих слабое снижение и рост цен в обвальное падение и стремительный рост, что дестабилизирует рынок.

## Антикризисные меры
На современном этапе антикризисные меры координируются международными финансовыми организациями, такими как МВФ, Банк международных расчётов или Форум финансовой стабильности.